# BD Gest'
BD Gest', anciennement bedetheque.com, est une application en ligne, multi-plateformes, permettant de gérer, en ligne ou hors connexion, une collection de bande dessinée. Elle a été conçue et développée par l'informaticien Philippe Magneron depuis 1998 et gérée par la SARL Home Solutions depuis 2004.
Le logiciel s'accompagne d'un site principalement composé d'une importante base de données en ligne (la bédéthèque), de pages consacrées à l'actualité de la bande dessinée et aux chroniques, ainsi que d'un forum de discussion. Il permet aussi à ses membres de vendre et d'acheter des albums d'occasion.
Outre la gestion avancée des albums (séries, éditions...), BDGest'Online (version 3.0 au 05/05/2020) s'étend au domaine du para-BD (statuettes, posters, ex-libris...) et des revues. Il propose des statistiques sur la collection de l'abonné (croissance en nombre, valeur, répartition par année...) et dispose de nombreuses fonctionnalités de tri.
Chaque abonné dispose de la possibilité de créer des entrées qui seraient absentes de la bédéthèque. Cette fonctionnalité est très encadrée et soumise à modération systématique afin de garantir la cohérence de la base.
Le logiciel est payant sous forme de licence pour l'accès à la version complète, et d'une contribution annuelle renouvelable pour bénéficier des mises à jour de la bédéthèque. 

## Historique
En 2013, BD Gest' co-produit le documentaire sur l’univers de la Bande Dessinée franco-belge intitulé "Sous les bulles - L'Autre Visage du monde de la bande dessinée". 
En mai 2025, BD Gest' annonce un partenariat avec le site de e-commerce BDfugue. 